# PSEN2
La presenilina 2 (PSEN2) es una proteína codificada en humanos por el gen psen2.
Los pacientes con la enfermedad de Alzheimer en su variante adquirida por herencia genética, presentan mutaciones en las proteínas denominadas presenilinas (PSEN1 y PSEN2) o en la proteína precursora amiloidea (APP). Estas mutaciones asociadas a la enfermedad resultan en un aumento de la producción de la forma más larga del amiloide beta (principal componente de los depósitos de amiloide encontrados en los cerebros de pacientes con esta enfermedad). Las presenilinas han sido propuestas como reguladoras del procesamiento de la proteína APP, por medio de su acción sobre la secretasa gamma, una enzima que digiere APP. También se piensa que las presenilinas están implicadas en la degradación del receptor Notch, de modo que o bien regulan directamente la actividad de la secretasa gamma, o bien ellas mismas son enzimas con actividad proteasa. Se han descrito dos variantes transcripcionales de PSEN2.
En células melanocíticas, la expresión de PSEN2 podría estar regulada por el factor de transcripción asociado con microftalmia (MITF).

## Interacciones
La proteína PSEN2 ha demostrado ser capaz de interaccionar con:
- UBQLN1[4]
- FHL2[5]
- FLNB[6]
- BCL2-like 1[7]
- Nicastrina[8][9]
- KCNIP4[10]
- CAPN1[11]
- CIB1[12]
- Calsenilina[13][14]